# Майерановский, Константин
Константи́н Майерано́вский (пол. Konstanty Majeranowski; 1787 - 16 февраля 1851, Краков) — польский драматург и публицист, в течение более 30 лет бывший главным поставщиком Краковского польского театра.
Множество его произведений, теперь полузабытых, в своё время пользовались громадным успехом благодаря патриотическому характеру сюжетов и сценическим эффектам.
Таковы в особенности «Urszula Mejerin» и «Dwory polskie». Часть его драматических произведений помещена в издававшихся им журналах, а другая часть вышла отдельно («Kazimierz W. i Br ózda», «Kosciuszko nad Sekwan ą» и др.).